# Callicentrus ignipes
Callicentrus ignipes är en insektsart som beskrevs av Walker. Callicentrus ignipes ingår i släktet Callicentrus och familjen hornstritar. Inga underarter finns listade i Catalogue of Life.